# Сукабуми
Сукабу́ми (индон. Sukabumi) — город на острове Ява (Индонезия). Территория города выделена в самостоятельную административную единицу — муниципалитет (ко́та). Население, по состоянию на конец 2011 года, составляет более 356 тысяч человек, площадь — 48 км².
Расположен в гористой местности у подножья вулкана Геде в юго-западной части провинции Западная Ява в 120 километрах к югу от столицы страны Джакарты. Основное население — сунданцы, преимущественное вероисповедание горожан — ислам суннитского толка.
Основан в 1815 году во время британской оккупации Нидерландской Ост-Индии, официальный статус города получил в 1914 году. В период японской оккупации в ходе Второй мировой войны в городе находился крупный концентрационный лагерь военнопленных. В годы войны Индонезии за независимость в городе и его окрестностях происходили серьёзные боестолкновения вооружённых сил республики с британскими и нидерландскими войсками.
Горноклиматический курорт. Имеется ряд промышленных предприятий провинциального значения. Городская полицейская академия является наиболее старым, крупным и многопрофильным полицейским учебным заведением Индонезии.

## История

### Доколониальный период
Время создания первых населённых пунктов на месте Сукабуми не установлено, однако известно, что ещё до конца первого тысячелетия нашей эры на этой территории осуществлялась организованная хозяйственная деятельность. Именно здесь был обнаружен наиболее древний письменный памятник яванского языка, получивший в научных кругах название «сукабумская надпись»: в тексте, высеченном на каменной плите и датированном 25 марта 804 года, описывается строительство ирригационных сооружений. В этот период территория города относилась к владениям королевства Сунда (индон. Kerajaan Sunda).
В конце XVI века эта местность была захвачена султанатом Банта́м, покорившим королевство Сунда, однако уже в 1620-е годы попытки овладеть ею последовали одновременно со стороны восточного соседа Бантама — султаната Матарам — и Нидерландской Ост-Индской компании (НОИК), основавшей к этому времени в нескольких десятках километров к северу от будущего Сукабуми свой яванский форпост — Батавию. После ряда военных столкновений между бантамцами, матарамцами и голландцами эта территория оказалась включённой в буферную зону, созданную между владениями НОИК и Матарамом.

### Колониальный период
В 1677 году, после принуждения голландцами Матарама к подписанию серии неравноправных соглашений, территория Сукабуми оказалась под контролем НОИК. К этому времени здесь существовало несколько сунданских поселений сельского типа, крупнейшим из которых было Чико́ле (в настоящее время это название сохраняет один из районов города).

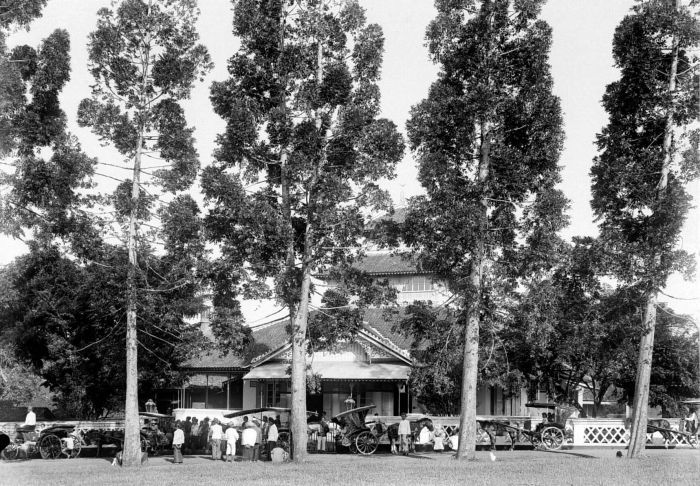
Свадебная процессия у городской мечети Сукабуми. Фото 1912 года

Первоначально местность не представляла существенного хозяйственного интереса для колонизаторов. Однако после того, как голландцы в конце XVII века завезли на Яву кофе, она стала одним из первых районов возделывания этой культуры: разбитые здесь кофейные плантации начали давать урожай в начале 1710-х годов. На протяжении последующих десятилетий находившиеся здесь поселения постепенно укрупнялись, однако местность в основном оставалась занятой сельскохозяйственными угодьями. В 1786 году голландскими властями была проложена дорога, соединившая Чиколе с Батавией и другими крупными населёнными пунктами Западной Явы — Богором и Бандунгом.
В самом конце XVIII века этот район, как и вся территория Нидерландской Ост-Индии, пережил поэтапный процесс перехода от НОИК под прямое управление Нидерландов. В 1796 году управление обанкротившейся компанией было передано правительственному комитету по ост-индским делам, в 1798 году нидерландское государство приняло на себя все долги и обязательства НОИК и, одновременно, права в отношении её владений. Сколь-либо существенных административных преобразований за этим не последовало — генерал-губернатор, сохраняя прежнюю систему управления, стал представлять не Ост-Индскую компанию, окончательно ликвидированную в 1800 году, а непосредственно нидерландское правительство. В то же время, с учётом подчинения в этот период Нидерландов наполеоновской Франции, очередной генерал-губернатор Херман Виллем Данделс, прибывший на Яву в 1808 году, получил это назначение от Людовика I Бонапарта и, соответственно, проводил курс на обеспечение французских интересов.
В 1811 году эта территория, как и вся Ява, оказалась под оккупацией британцев, высадившихся на острове и подавивших сопротивление франко-нидерландских сил. Именно к периоду британского контроля относится создание здесь населённого пункта с его современным названием.
В 1813 году земли, на которых расположен нынешний город, были приобретены нидерландским врачом и плантатором Андриесом де Вилде (нидерл. Andries de Wilde). Занявшись обустройством местности, де Вилде 5 января 1815 года официально объединил местные посёлки Чиколе и Парунг-Сеах в единое поселение, которому, по разрешению британской администрации, было дано название «Сукабуми» — производное от сунданского «suka bumen», буквально «нравящаяся земля», «полюбившаяся земля».

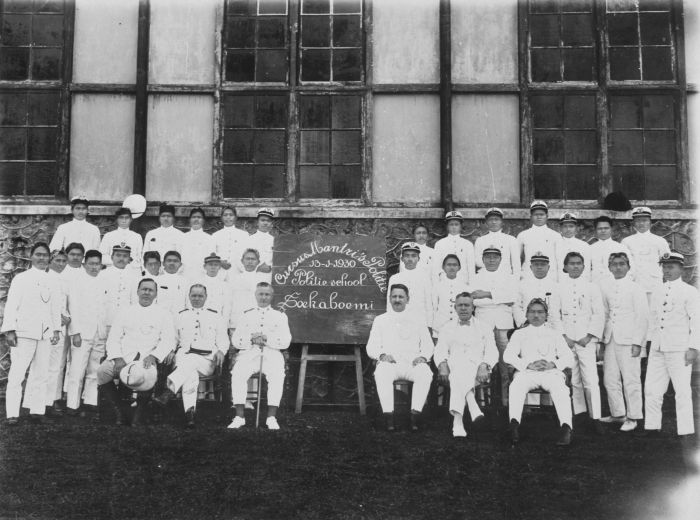
Групповой портрет преподавателей и выпускников полицейской академии. Фото 1930 года

Новое поселение сохранило своё название после возвращения колонии под нидерландское управление в 1816 году. В последующие десятилетия оно довольно быстро укрупнялось за счёт и туземного, и европейского населения: голландцев привлекали не только возможности коммерческой деятельности в районе активного плантационного хозяйства (в 1840-х годах, помимо кофе, в этом районе начали культивацию чая), но и местный относительно прохладный климат, выгодно отличавший Сукабуми от соседней Батавии. Многие чиновники колониальной администрации и крупные батавские предприниматели строили здесь летние резиденции.
В 1870 году Сукабуми получил статус низовой административно-территориальной единицы в рамках системы управления колонией. Формальным руководителем местности считался представитель местной феодальной знати, деятельность которого полностью контролировалась прикомандированным к нему нидерландским чиновником — «ассистент-резидентом» (нидерл. assistent-resident). 1 апреля 1914 года Сукабуми был присвоен статус городского муниципалитета (нидерл. gemente) — именно эта дата отмечается в настоящее время в Сукабуми как день основания города.
В 1926 году его возглавил нидерландский колониальный чиновник в звании бургомистра — это подчёркивало возросшее экономическое и административное значение города, а также существенную численность проживавшей там голландской общины — около 1,5 тысячи человек из 24-тысячного населения города (ещё около 3 тысяч горожан составляли этнические китайцы, остальные были местными жителями, в основном сунданцами). В это время здесь существовала весьма развитая по меркам Нидерландской Ост-Индии городская инфраструктура, включавшая различные административные здания, раздельные школы для голландцев и туземцев, больницу, системы электроснабжения и телефонной связи. В 1925 году в городе была создана полицейская академия, ставшая наиболее крупным и многопрофильным учебным заведением такого рода во всей колонии. В 1926 году здесь был построен железнодорожный вокзал, в 1927 году возведена католическая церковь Святого Иосифа, ставшая впоследствии кафедральным собором местной римско-католической епархии.
В 1920-е годы, по мере становления национально-освободительного движения, в городе создавались ячейки различных политических партий и общественных организаций. В то же время, с учётом наличия здесь крупной тюрьмы и многочисленных полицейских сил, в Сукабуми нередко ссылались либо переводились для отбытия заключения многие активисты антиколониальной деятельности. Так, в 1942 году, непосредственно перед японским вторжением, в город под надзор полиции был направлен Мохаммад Хатта, будущий вице-президент Республики Индонезии.

### Период Японской оккупации
В марте 1942 года Сукабуми был занят вооружёнными силами Японии, вторгшимися в Нидерландскую Ост-Индию. Город, как и бо́льшая часть территории Явы, был отнесён к зоне оккупации 16-й японской армии.
В первые недели оккупации японцами в Сукабуми был создан крупнейший на Яве концентрационный лагерь для военнопленных. В числе тысяч солдат и офицеров союзнических войск здесь, в частности, содержался южноафриканский писатель и общественный деятель Лоренс ван дер Пост. Позднее, после оборудования концентрационных лагерей в других районах Явы, значительная часть военнопленных была отсюда переведена.
В рамках проводившегося японцами курса на стимулирование националистических, антиголландских настроений среди индонезийского населения местные жители были широко допущены к занятию различных административных должностей. В мае 1942 года градоначальником Сукабуми стал индонезиец. В городе был размещён один из центров подготовки создававшегося оккупационной администрацией индонезийского военного ополчения ПЕТА (индон. PETA, Pembela Tanah Air — «Защитники родины»).
Оккупация города завершилась 21 августа 1945 года, когда японский гарнизон был разоружён силами местного индонезийского ополчения, основу которых составили вышедшие из-под японского контроля части ПЕТА.

### В составе независимой Индонезии

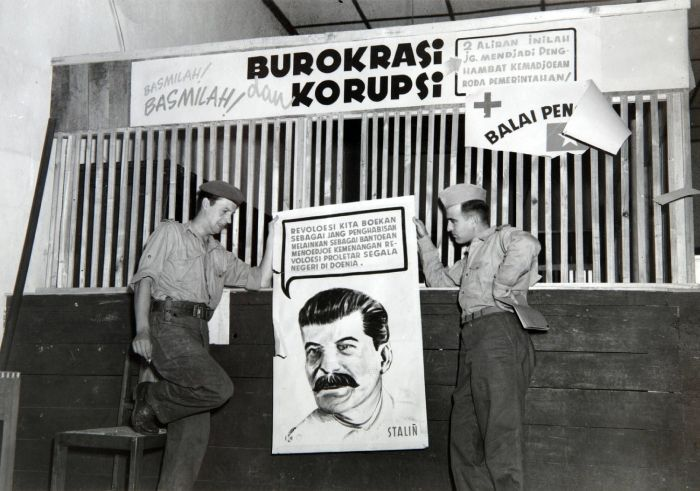
Голландские солдаты в занятом Сукабуми, обнаружившие портрет Сталина в офисе местной ячейки молодёжной социалистической организации. Фото 1947 года

После провозглашения 17 августа 1945 года независимой Республики Индонезии Сукабуми оказался на территории нового государства. В августе — октябре 1945 года в городе были частично сформированы органы власти, подотчётные правительству Сукарно, начали создаваться территориальные подразделения национальных вооружённых сил и полиции. В декабре 1945 — марте 1946 года произошла серия столкновений между базировавшимися в Сукабуми частями индонезийских вооружённых сил и британскими войсками, высадившимися на Яве для разоружения японцев, а также освобождения и вывоза союзнических военнопленных: в частности, индонезийцы совершили несколько нападений на британские автомобильные конвои. Позднее в районе города начались боевые действия между индонезийцами и голландцами, пытавшимися восстановить контроль над бывшей колонией. 21 июля 1947 года Сукабуми был занят нидерландскими войсками.
В феврале 1948 года город был включён в состав квазинезависимого государства Западная Ява (индон. Negara Jawa Barat), переименованного в апреле того же года в Государство Пасунда́н, которое было создано по инициативе Нидерландов, рассчитывавших превратить свои бывшие колониальные владения в Ост-Индии в зависимое федеративное образование. В декабре 1949 года Пасундан вошёл в состав Соединённых Штатов Индонезии (СШИ, индон. Republik Indonesia Serikat (RIS)), учреждённых по итогам Гаагской конференции круглого стола.
В феврале 1950 года в результате поражения Пасундана в быстротечном конфликте с Республикой Индонезией, также входившей в этот период в состав СШИ, город был включён в территорию последней. Это было официально оформлено в августе 1950 года с провозглашением Индонезии унитарным государством.
В 1950 году Сукабуми был присвоен административный статус «маленького города» (индон. Kota Kecil) в составе провинции Западная Ява, в 1957 году — статус «среднего самоуправляемого города» (индон. Kota Praja). В 1965 году был получен статус городского муниципалитета, который, при некоторых изменениях самого наименования данной административной единицы, сохраняется до настоящего времени.

## Физико-географическая характеристика

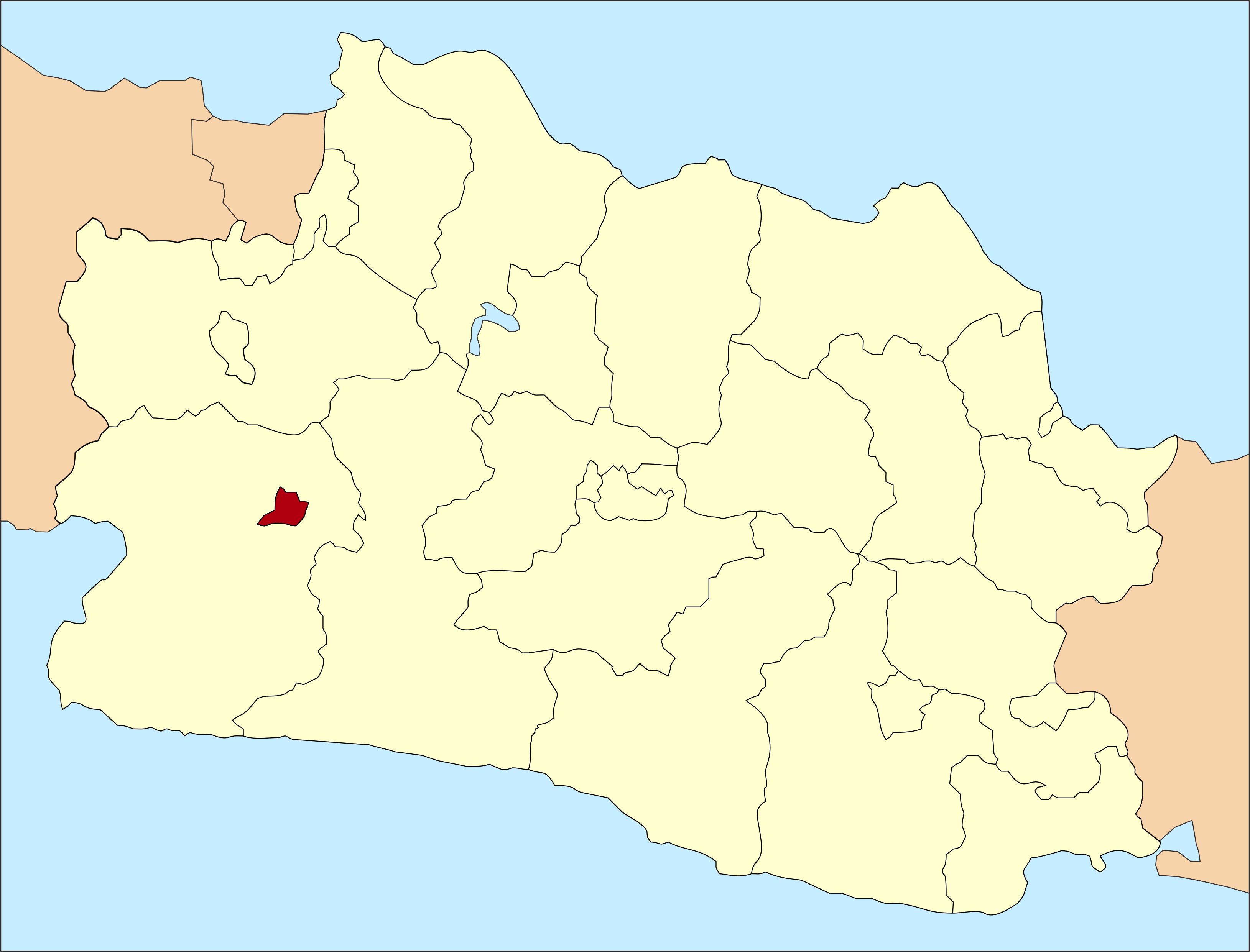
Сукабуми на карте провинции Западная Ява. Территория муниципалитета выделена красным

### Географическое положение
Географические координаты Сукабуми — 6°55′11″ ю. ш. 106°55′38″ в. д..
Город находится в западной части острова Ява, в юго-западной части провинции Западная Ява примерно в 120 км к югу от столицы страны Джакарты и в 95 км к западу от Бандунга, административного центра провинции. Занимает площадь 48,00231 км². Имеет неправильную форму «сапога», «голенище» которого направлено на север, «носок» — на запад. Максимальная протяжённость с севера на юг около 7,5 км, с запада на восток — около 6 км. Территория города со всех сторон окружена территорией одноимённого округа (кабупа́тена).

### Рельеф, геологические особенности, природные условия
Расположен на плоскогорье у подножья стратовулкана Геде, вершины которого находятся примерно в 6-8 км к северу от города. На расстоянии около 35 км к западу находится другой крупный вулкан — Салак.
Местность в городе в основном относительно ровная с постепенным повышением с юга на север. Средняя высота местности над уровнем моря в черте города составляет 584 метра. В геологической структуре почв преобладают вулканические осадочные породы.
Город относится к сейсмически активной зоне, на его территории периодически фиксируются подземные толчки. Последнее (на январь 2013 года) серьёзное землетрясение магнитудой 5,5 по шкале Рихтера произошло здесь 10 ноября 2012 года (эпицентр находился у побережья Явы в 85 км к юго-западу от города).
В городской черте протекает 29 небольших речек, относящихся к бассейну Индийского океана. Наиболее крупными из них являются Чипеланг (Cipelang), Чимандири (Cimandiri), Чипанега (Cipanegah), Типар (Tipar), Чисуда (Cisuda). Исторически дебит местных рек подвержен существенным сезонным колебаниям, что традиционно обуславливало частые разливы и наводнения. Однако принятый в 2000-е годы городскими властями комплекс гидротехнических мер позволил значительно снизить риск наводнений — по состоянию на конец 2012 года им подвержены лишь три местных реки.
Местность, окружающая город, в значительной степени лесиста, однако в самом Сукабуми площадь древесных насаждений весьма невелика. При этом более 45 % городской территории занимают поля.

### Климат
Климат экваториальный, влажный: среднегодовой показатель относительной влажности составляет около 85 %. Среднегодовой показатель количества атмосферных осадков в разных районах города, по данным за 2011 год, колеблется от 1969 до 2291 мм. Наибольшей интенсивности дожди достигают в марте и ноябре, наиболее засушливые месяцы — август и сентябрь.
При этом климат Сукабуми значительно прохладней, чем в среднем по Яве: среднегодовой температурный максимум составляет менее +26 °C, тогда как, например, в Джакарте этот показатель превышает +32 °C. Разница между максимальными и минимальными суточными температурами по индонезийским меркам весьма велика — около 10 °C.
| Показатель              | Янв. | Фев. | Март | Апр. | Май | Июнь | Июль | Авг. | Сен. | Окт. | Нояб. | Дек. | Год  |
| ----------------------- | ---- | ---- | ---- | ---- | --- | ---- | ---- | ---- | ---- | ---- | ----- | ---- | ---- |
| Абсолютный максимум, °C | 33   | 36   | 34   | 32   | 37  | 38   | 36   | 34   | 37   | 35   | 36    | 32   | 38   |
| Средний максимум, °C    | 25   | 25   | 26   | 26   | 26  | 26   | 26   | 26   | 27   | 27   | 26    | 25   | 26   |
| Средняя температура, °C | 22   | 22   | 22   | 22   | 22  | 22   | 22   | 22   | 22   | 23   | 22    | 22   | 22   |
| Средний минимум, °C     | 18   | 18   | 18   | 18   | 18  | 18   | 17   | 17   | 17   | 18   | 18    | 18   | 18   |
| Абсолютный минимум, °C  | 11   | 9    | 9    | 10   | 10  | 13   | 7    | 3    | 13   | 10   | 11    | 10   | 3    |
| Норма осадков, мм       | 180  | 153  | 299  | 172  | 249 | 94   | 79   | 9    | 6    | 138  | 323   | 267  | 1969 |
| Источник:               |      |      |      |      |     |      |      |      |      |      |       |      |      |

| Период     | Январь | Февраль | Март | Апрель | Май | Июнь | Июль | Август | Сентябрь | Октябрь | Ноябрь | Декабрь | Год |
| ---------- | ------ | ------- | ---- | ------ | --- | ---- | ---- | ------ | -------- | ------- | ------ | ------- | --- |
| Количество | 18     | 16      | 28   | 21     | 19  | 6    | 9    | 2      | 2        | 12      | 27     | 21      | 181 |

### Экологическая обстановка
Экологическая обстановка в Сукабуми в целом является вполне благоприятной, прежде всего, в силу незначительного количества крупных промышленных предприятий, расположенных в городе и его окрестностях. Вместе с тем, неупорядоченные выбросы большого количества бытовых отходов — прежде всего, в районах проживания беднейшей части городского населения — серьёзно сказываются на чистоте речных и грунтовых вод. По крайней мере в трёх городских реках выявлено присутствие в воде болезнетворных микроорганизмов — в частности, кишечной палочки — на уровне, существенно превышающем допустимую норму. Лишь 37,9 % используемых в городе источников питьевой воды имеют низкий риск заражения, тогда как 40,7 % — средний риск, 17,7 % — высокий риск и 3,7 % — очень высокий риск заражения. Для улучшения ситуации в конце 2010-х годов местными властями была развёрнута программа строительства сети современных мусорохранилищ, очистных сооружений и мусороперерабатывающих мощностей.

## Население

### Численность, динамика роста, возрастная и гендерная структура
По данным на конец 2011 года, численность населения Сукабуми составляет 356 085 человек. Соответственно, средняя плотность городского населения составляет более 7418 человек на км². Наиболее плотно заселён центральный район Читаманг — 13 865 человек на км², наименее плотно — юго-западный район Лембурситу, где данный показатель составляет 4413 человек на км².
Темпы роста городского населения в начале XXI века были весьма высоки, что в целом укладывается в рамки общих демографических и урбанизационных процессов, происходивших в этот период на Западной Яве. Так, в период с 2002 года, когда в Сукабуми проживало 269 142 человека, по 2011 год количество горожан выросло более чем на 32 %. Годовые темпы роста населения в сопоставлении 2011 и 2010 годов составили более 10 %, причём большая часть этого роста была обеспечена не за счёт естественного прироста, а за счёт иммиграционных потоков. Столь высокие темпы роста населения значительно превосходят демографические расчёты местных властей — по плану демографического развития, составленному в 2008 году, количество горожан в 2011 году должно было составить лишь 296 572 человека.
Соотношение полов среди населения Сукабуми составляет 1,02 в пользу мужчин (на 2011 год в городе проживало 180 696 мужчин и 175 389 женщин, соответственно 50,75 % и 49,25 % горожан) — подобный показатель вполне типичен для Индонезии и Западной Явы в частности. Для возрастного состава характерна высокая доля молодёжи, что также типично для Индонезии и для большей части развивающихся стран вообще: более половины горожан младше 30 лет. В 2011 году в городе была зарегистрирована 100 131 семья, средняя численность семьи составляет 3,56 человека (против, соответственно, 75 703 и 3,8 в 2010 году).
| Возрастная группа | Доля в составе населения (%) | Абсолютное количество | Количество мужчин | Количество женщин |
| ----------------- | ---------------------------- | --------------------- | ----------------- | ----------------- |
| до 5 лет          | 6,15                         | 21 905                | 11 323            | 10 582            |
| 5 — 9 лет         | 9,45                         | 33 653                | 17 385            | 16 268            |
| 10 — 14 лет       | 9,03                         | 32 152                | 16 560            | 15 592            |
| 15 — 19 лет       | 8,59                         | 30 578                | 15 614            | 14 964            |
| 20 — 24 года      | 8,89                         | 31 548                | 15 816            | 15 732            |
| 25 — 29 лет       | 9,79                         | 34 850                | 17 852            | 16 998            |
| 30 — 34 года      | 9,35                         | 33 307                | 17 098            | 16 209            |
| 35 — 39 лет       | 7,89                         | 28 086                | 14 385            | 13 701            |
| 40 — 44 года      | 7,29                         | 25 949                | 13 202            | 12 747            |
| 45 — 49 лет       | 6,13                         | 21 823                | 11 041            | 10 782            |
| 50 — 54 года      | 5,17                         | 18 413                | 9442              | 8971              |
| 55 — 59 лет       | 4,02                         | 14 332                | 7336              | 6996              |
| старше 60 лет     | 8,28                         | 29 489                | 13 642            | 15 847            |

### Этнический и конфессиональный состав, языки

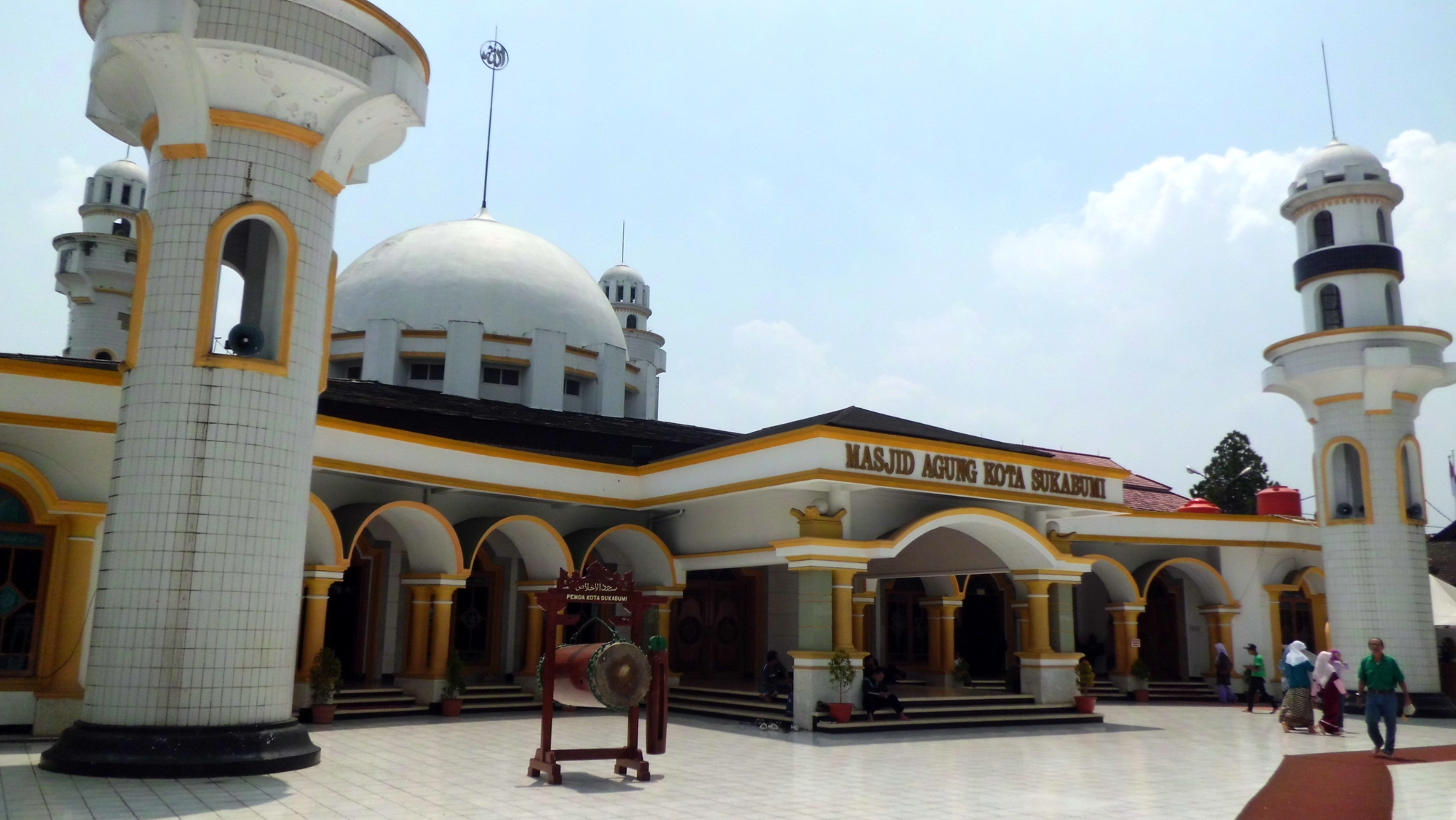
Соборная мечеть Сукабуми

Большая часть горожан — сунданцы, проживает также значительное количество яванцев и лиц смешанного сунданско-яванского происхождения. Имеется относительно крупная китайская община.
Практически всё взрослое население города свободно владеет государственным языком страны — индонезийским, который повсеместно используется в сферах управления, образования, делопроизводства, в местных СМИ. В силу этого сунданский язык, традиционно активно использовавшийся на бытовом уровне, постепенно вытесняется из употребления, особенно в молодёжной среде. С учётом данной тенденции, городские власти, стремясь к сохранению этнокультурного и языкового наследия, пропагандируют изучение сунданского, открывая для этих целей соответствующие курсы и центры.
Абсолютное большинство горожан — более 95 % — мусульмане-сунниты. Имеются христианские — католическая и протестантская — общины и незначительное количество адептов других религий. В 1948 — 1961 годах город был центром одноимённой епархии римско-католической церкви, затем кафедра была перенесена в Богор; в настоящее время городской приход относится к богорской епархии. В городе имеется 386 мечетей и 826 мусульманских молелен, расположенных в различных общественных местах, а также 19 христианских церквей и 2 буддистских храма.
| Религия               | Количество верующих | Доля в городском населении (%) |
| --------------------- | ------------------- | ------------------------------ |
| Мусульмане            | 340 571             | 95,64                          |
| Христиане-католики    | 7874                | 2,21                           |
| Христиане-протестанты | 3859                | 1,08                           |
| Индуисты              | 3673                | 1,03                           |
| Буддисты              | 86                  | 0,02                           |
| Прочие                | 22                  | менее 0,01                     |

## Административное устройство

### Статус и административное деление

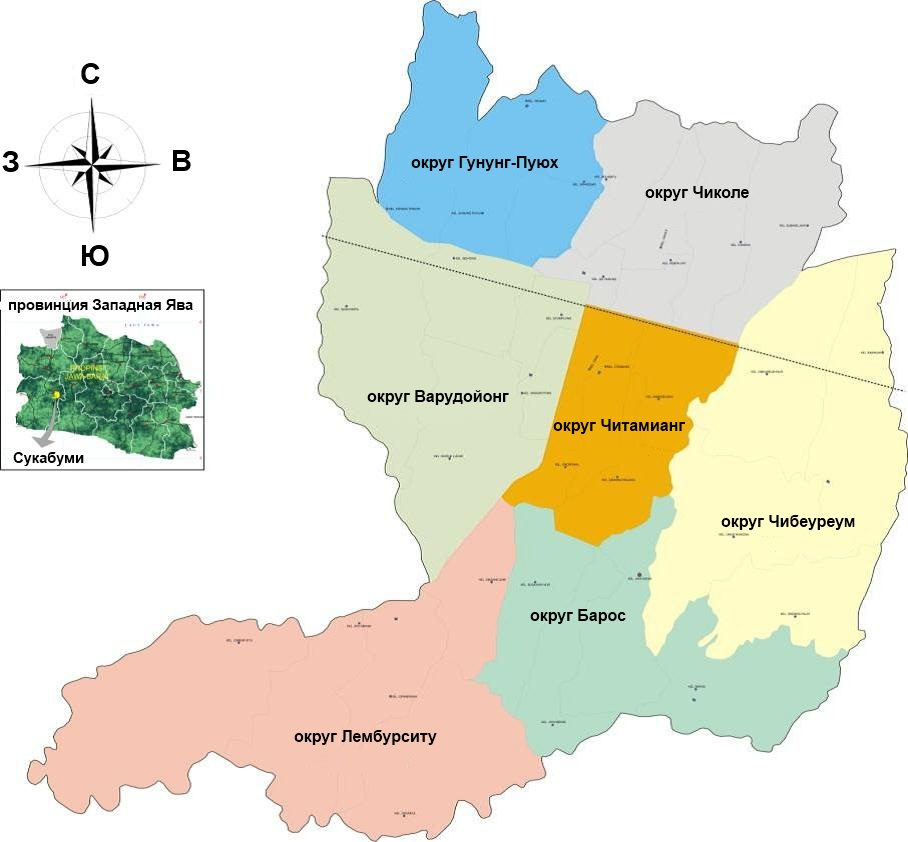
Карта Сукабуми с указанием районов города

Территория города выделена в отдельную административную единицу — муниципалитет (ко́та), равную по статусу округу. Муниципалитет Сукабуми разделён на семь районов (кечама́танов), которые, в свою очередь, подразделяются на 33 административные единицы низшего уровня — поселения (де́сы). Современное административное деление утверждено в 2011 году — до этого город подразделялся на 5 районов, количество поселений было тем же.
| Название района на русском языке | Название района на индонезийском языке | Население | Площадь (км²) | Количество поселений |
| -------------------------------- | -------------------------------------- | --------- | ------------- | -------------------- |
| Барос                            | Baros                                  | 36 301    | 6,11          | 4                    |
| Лембурситу                       | Lembursitu                             | 39 265    | 8,89          | 5                    |
| Чибеуреум                        | Cibeureum                              | 42 381    | 8,77          | 4                    |
| Читамианг                        | Citamiang                              | 55 973    | 4,04          | 5                    |
| Варудойонг                       | Warudoyong                             | 63 554    | 7,59          | 5                    |
| Гунунг-Пуюх                      | Gunung Puyuh                           | 50 439    | 5,49          | 4                    |
| Чиколе                           | Cikole                                 | 68 172    | 7,08          | 6                    |

### Городские власти

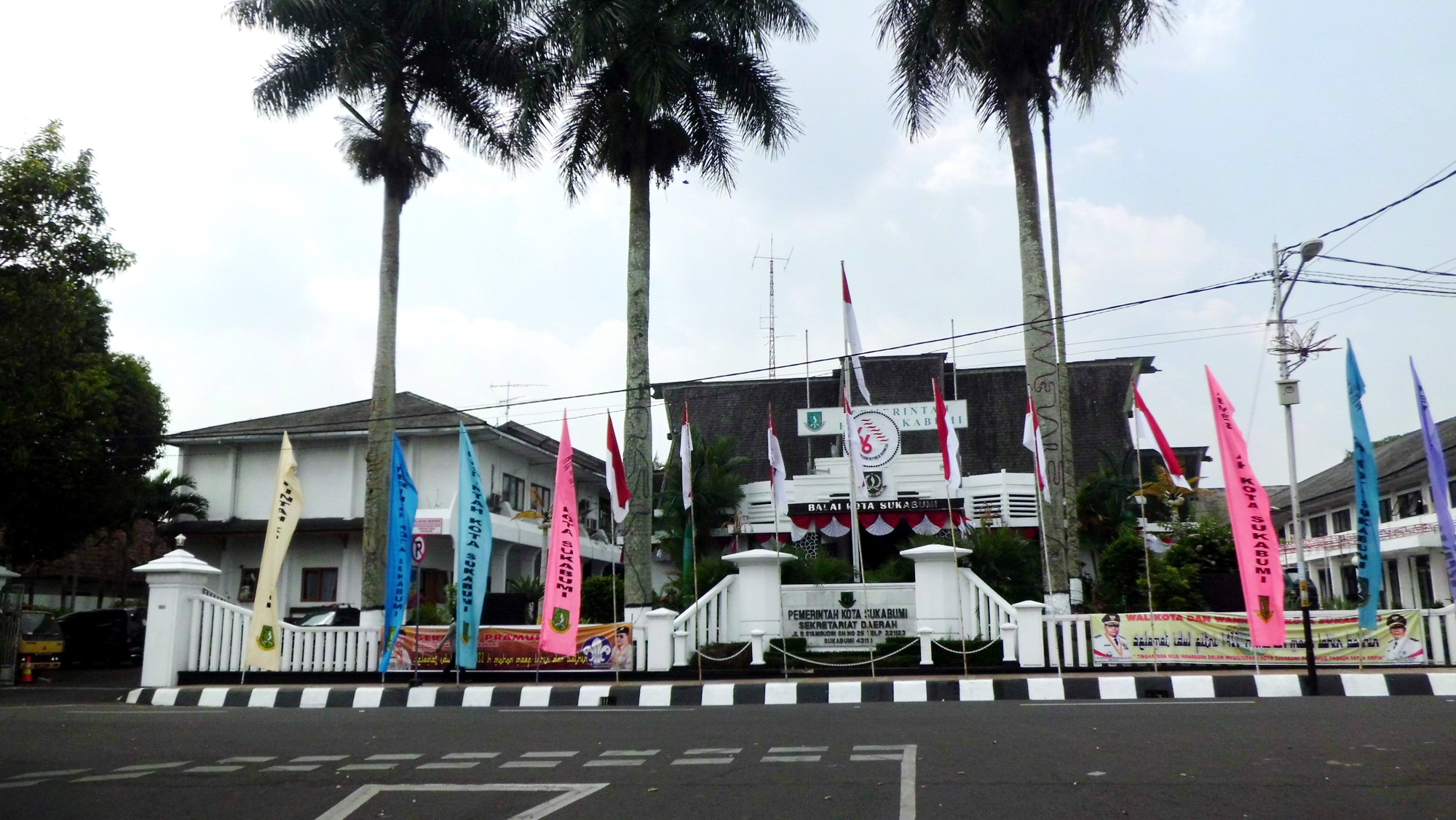
Здание городской администрации Сукабуми

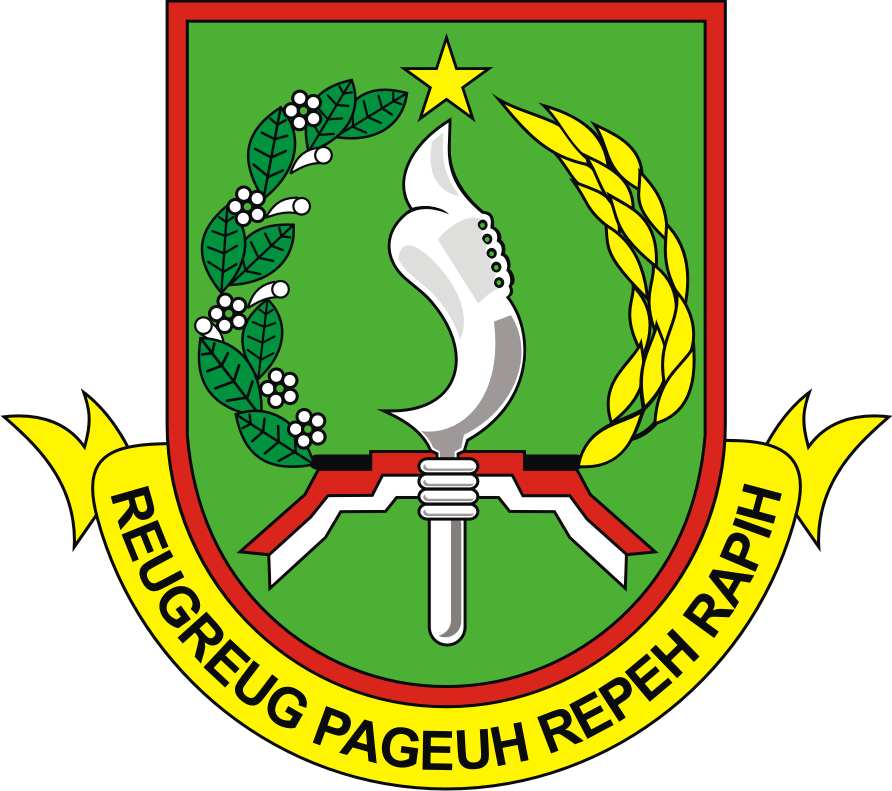
Герб Сукабуми

Город возглавляется мэром, который формирует городскую администрацию. Мэр, как и главы других индонезийских городов, в соответствии с Законом Республики Индонезии № 32 от 2004 года, избирается горожанами в ходе прямых выборов, проводимых раз в 5 лет (ранее директивно назначался провинциальной администрацией). 13 мая 2013 года в должности мэра и вице-мэра вступили, соответственно, Мохама́д Мура́з (индон. Mohamad Muraz) и Ахма́д Фахми́ (индон. Achmad Fahmi), одержавшие победу в ходе выборов, состоявшихся 24 февраля 2013 года (их отрыв от ближайших соперников составил всего 0,4 % — 68 голосов).
Законодательную власть в городе осуществляет Городской совет народных представителей в составе 30 депутатов, который также избирается жителями путём прямых выборов и имеет пятилетние полномочия. Спикером совета, сформированного по итогам выборов, которые состоялись 9 апреля 2009 года, является Аэ́п Сэпура́хман (индон. Aep Saepurahman). В составе совета фракции шести политических партий. Депутатами сформировано три комитета — по вопросам управления, по вопросам экономики, финансов и регионального развития и по социальным вопросам.
| Название партии на русском языке        | Название партии на индонезийском языке | Количество представителей |
| --------------------------------------- | -------------------------------------- | ------------------------- |
| Демократическая партия                  | Partai Demokrat                        | 10                        |
| Партия справедливости и процветания     | Partai Keadilan Sejahtera              | 5                         |
| Партия «Голка́р»                         | Partai Golkar                          | 5                         |
| Демократическая партия борьбы Индонезии | Partai Demokrasi Indonesia Perjuangan  | 4                         |
| Партия единства и развития              | Partai Persatuan Pembangunan           | 3                         |
| Партия национального мандата            | Partai Amanat Nasional                 | 3                         |

### Герб города
Герб Сукабуми в современном виде утверждён в 1993 году. Согласно официальному сайту администрации города, изображённый в гербе национальный сунданский кинжал куджа́нг символизирует храбрость, пятиконечная звезда — пять принципов Панча Сила государственной идеологии Республики Индонезии, веточки чая и риса — мир и спокойствие. Красно-белая лента отображает цвета государственного флага Республики Индонезии. Зелёный фон щита символизирует плодородие и процветание. На ленте под щитом надпись прописными буквами на сунданском языке «REUGREUG PAGEUH REPEH RAPIH» — «сильный, крепкий, безопасный, спокойный».

## Экономика

### Общее состояние, основные показатели
Сукабуми имеет существенное экономическое значение в рамках провинции Западная Ява. Город отличается развитой — по индонезийским стандартам — сферой обслуживания, высокой активностью торгового сектора. Здесь расположены несколько крупных предприятий химической и пищевой промышленности. Кроме того, значительная часть городской территории находится в интенсивном сельскохозяйственном пользовании.
В 2010 году объём местного валового регионального продукта составил более 5,92 трлн индонезийских рупий (более 645,683 млн долл. США по усреднённому годовому курсу) при годовых темпах роста в 6,11 %, что практически равно общенациональному показателю и несколько превышает показатель по Западной Яве. В 2000-е годы темпы роста колебались в пределах 5 — 6,5 %, что примерно совпадало с общенациональными показателями. Наиболее значительную долю объёма ВРП — более 44 % — обеспечивает сектор торговли. В 2011 году в городе было зарегистрировано 4845 безработных, в том числе 2370 мужчин и 2475 женщин.
| Год      | 2003 | 2004 | 2005 | 2006 | 2007 | 2008 | 2009 | 2010 | 2011 |
| Рост (%) | 5,39 | 5,77 | 5,95 | 6,23 | 6,51 | 6,11 | 6,14 | 6,12 | 6,11 |

| Отрасль экономики                 | Доля в ВРП города (%) |
| --------------------------------- | --------------------- |
| Торговля                          | 44,27                 |
| Транспорт и связь                 | 15,58                 |
| Сфера услуг                       | 13,91                 |
| Финансовый сектор                 | 8,02                  |
| Промышленность                    | 5,45                  |
| Строительство                     | 4,98                  |
| Сельское хозяйство                | 3,95                  |
| Гостиничный и ресторанный бизнес  | 2,55                  |
| Энергетика, водо- и газоснабжение | 1,27                  |

### Промышленность
Промышленность на 2011 год обеспечивает лишь 5,45 % городского ВРП, хотя доля этого сектора в последние годы постепенно увеличивается. В городе зарегистрировано 5 промышленных предприятий, классифицируемых по местным стандартам как крупные, то есть имеющие более 100 сотрудников, 16 промышленных предприятий, классифицируемых как средние (от 20 до 100 сотрудников), и 2190, классифицируемых как мелкие (менее 20 сотрудников). К последним относятся также кустарные и надомные производители, продукция которых классифицируется как промышленная. Общее количество занятых в промышленной сфере составляет 13 088 человек, из которых на крупных и средних предприятиях занято 3337 человек. Наиболее значимой отраслью является текстильная промышленность.
Большая часть производимой в Сукабуми промышленной продукции реализуется в пределах провинции Западная Ява. В другие регионы страны поставляются местные изделия из пальмового волокна, корпуса колонок для аудиотехники и декоративные деревянные коробочки для наручных часов (последние также экспортируются за рубеж, в частности, в Сингапур, Малайзию и Саудовскую Аравию).
| Отрасль                                          | Количество предприятий | Количество занятых |
| ------------------------------------------------ | ---------------------- | ------------------ |
| Пищевая промышленность и табачная промышленность | 7                      | 254                |
| Текстильная промышленность                       | 3                      | 2216               |
| Деревообработка                                  | 5                      | 240                |
| Производство металлических изделий               | 5                      | 487                |
| Прочие                                           | 1                      | 140                |
| Всего                                            | 21                     | 3337               |

### Сельское хозяйство

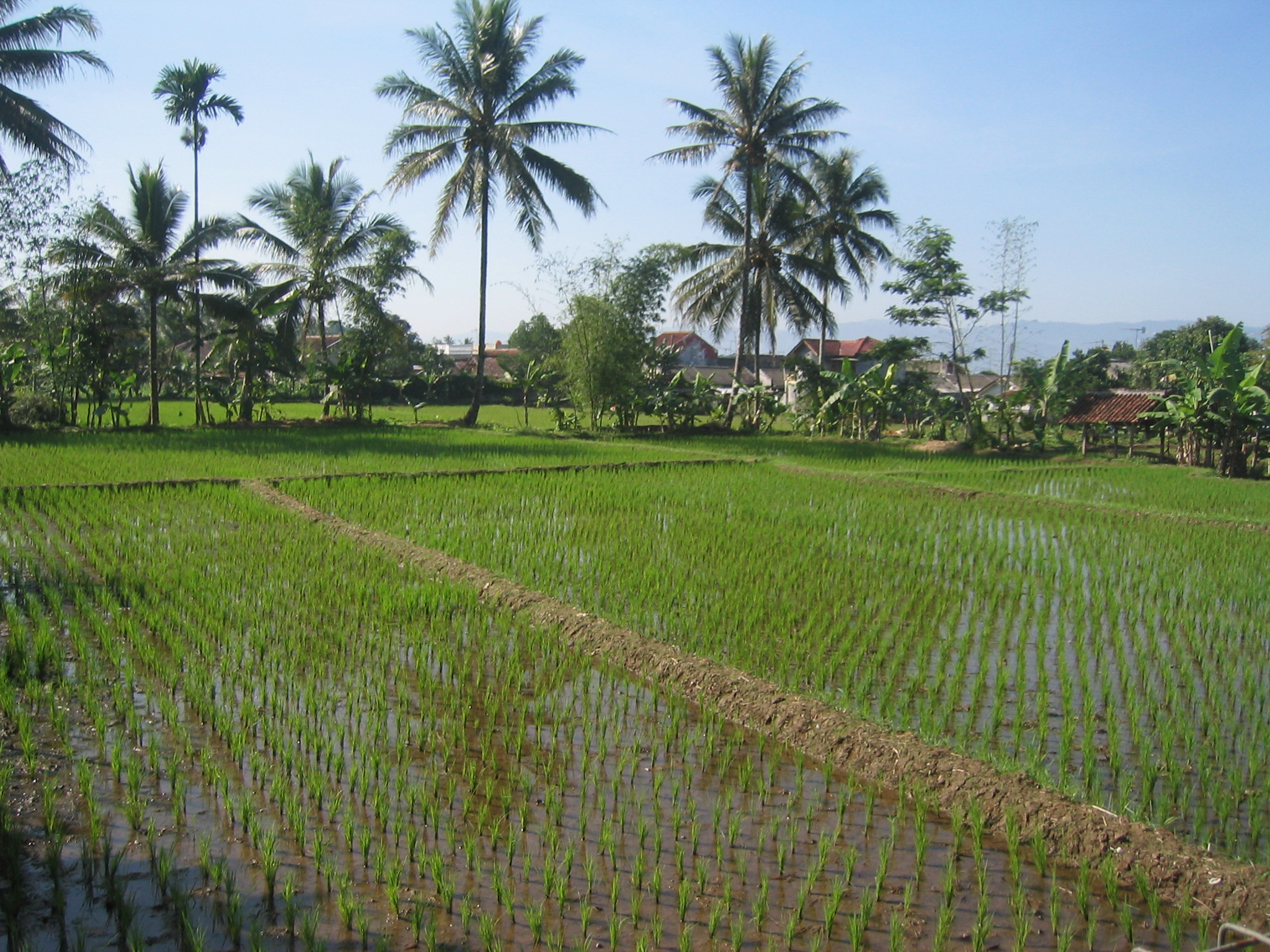
Заливное рисовое поле в городской черте Сукабуми

Сельское хозяйство традиционно играло значительную роль в развитии Сукабуми, однако к началу XXI века его доля в экономике города существенно сократилась — до 4,21 % ВРП, и этот показатель продолжает снижаться. Доля горожан, занятых в этой отрасли, также достаточно невелика — 1624 человека, из которых 1495 заняты в земледелии и садоводстве, 95 — в животноводстве и 34 — в рыболовстве и рыбоводстве. Вместе с тем, площадь городских земель, находящихся в сельскохозяйственном использовании, хотя и сокращается, но остаётся весьма значительной: в 2011 году она достигала 21,63 км² или более 45 % всей территории Сукабуми, причём большую часть этих земель — 17,51 км² — составляли заливные поля.
Основными земледельческими культурами являются рис (урожай 2011 года составил 27652 тонны), маниок (2435 тонн) и кукуруза (365 тонн). Выращиваются также различные овощи (пекинская капуста, водный шпинат), фрукты (бананы, папайя), лекарственные, ароматические и декоративные растения (тубероза, орхидеи).
На городской территории также практикуется животноводство. Основной местный скот — овцы, их поголовье в 2011 году составило 5026 голов. Разводятся также коровы (853 головы), козы (125 голов), буйволы (84 головы), лошади (41 голова).

### Торговля и финансы

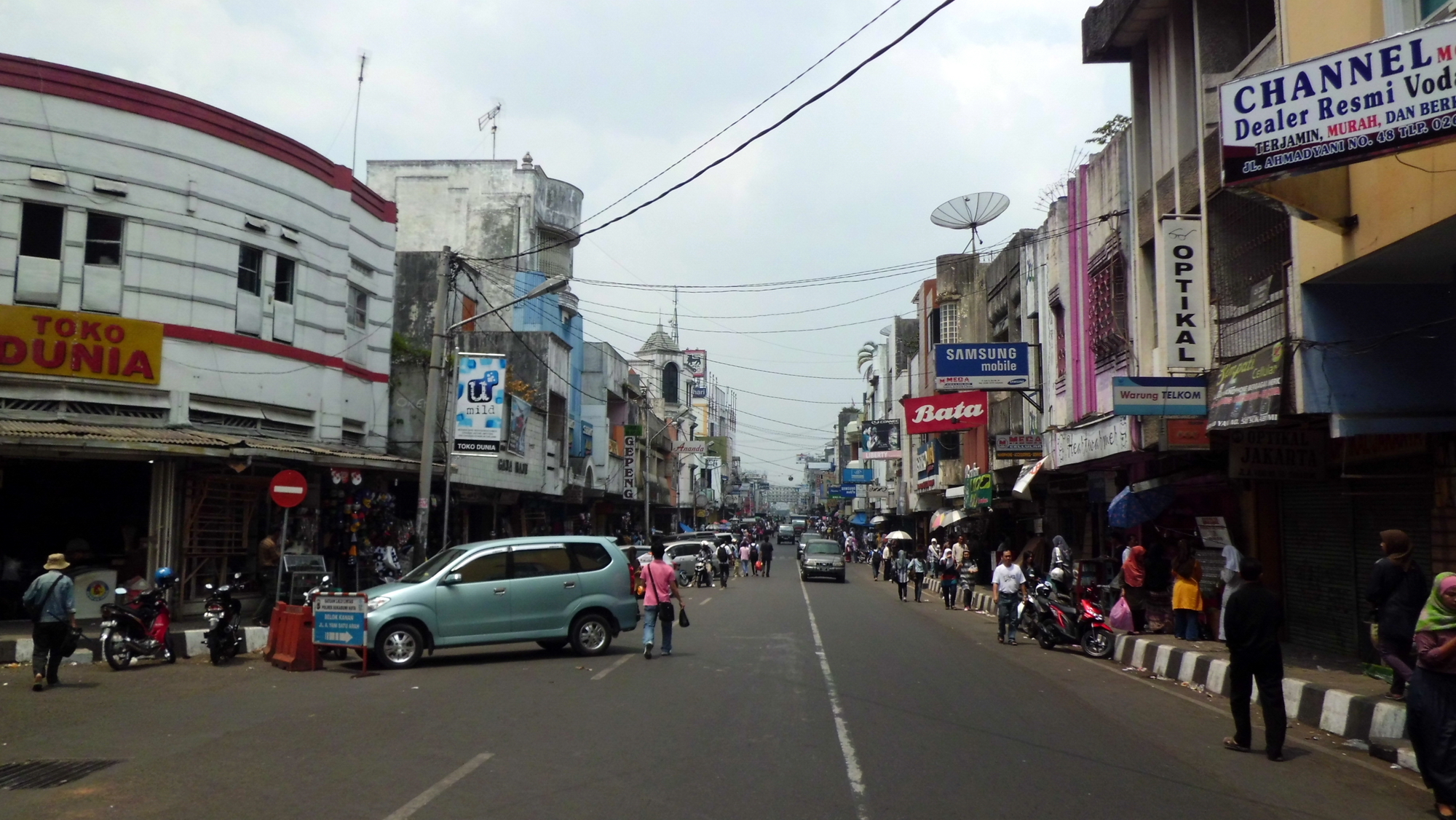
Торговый район в центре Сукабуми

Сфера торговли является наиболее значимым сектором городской экономики, обеспечивая более 44 % ВРП. Общий объём торговых операций в 2011 году составил более 2,62 трлн рупий (около 286 млн долл. США по усреднённому годовому курсу). В городе насчитывается 5675 официально зарегистрированных торговых предприятий, 176 из которых классифицировались как крупные (то есть имеющие годовой торговый оборот на сумму более 500 млн рупий), 597 — как средние (оборот от 50 до 500 млн рупий) и 4902 — как мелкие (оборот менее 50 млн рупий). В течение 2011 года было зарегистрировано 305 новых торговых предприятий — 17 крупных, 58 средних и 230 мелких. В сфере розничной торговли действуют 6 супермаркетов, 8 рынков и 879 магазинов современного типа. При этом количество горожан, занятых в торговом секторе, относительно невелико — 6111 человек.
В городе, по состоянию на 2011 год, действуют 19 банковских учреждений, 3 из которых являются отделениями государственных банков, 10 — отделениями частных банков, действующих в общенациональном масштабе, 1 — банком регионального развития (особая форма государственно-частного кредитного учреждения) и 5 — исламскими банковскими учреждениями. Совокупный объём средств, размещённых на счетах в этих банковских учреждениях, составил в 2011 году около 4,379 трлн рупий (около 477,541 млн долл. США по усреднённому годовому курсу), что более чем на 34 % превышает показатель 2010 года.

### Туризм и гостинично-ресторанный бизнес
Благодаря относительно прохладному и здоровому климату, Сукабуми с колониальных времён имеет репутацию горноклиматического курорта. Кроме того, значительной популярностью среди туристов пользуются природные достопримечательности и геотермальные источники, находящиеся в горной местности в окрестностях Сукабуми, при том, что сам город не располагает большим количеством значительных туристических объектов историко-культурного характера.
В 2011 году Сукабуми посетило ровно 141 000 туристов, в числе которых было 140 409 индонезийских граждан и 591 иностранец. Рост количества туристов по сравнению с 2010 годом, когда в городе побывало 107 679 человек, составил почти 31 %.
По меркам западнояванских городов аналогичных размеров Сукабуми имеет весьма развитую гостиничную инфраструктуру. Здесь, по состоянию на 2011 год, имеется 34 гостиницы на 707 номеров и 962 койко-места, а также 47 хостелов, не имеющих статуса гостиниц. Кроме того, имеется 76 ресторанов, 5 кафе и баров, 7 дискотек и 5 бильярдных.

## Транспорт и инфраструктура

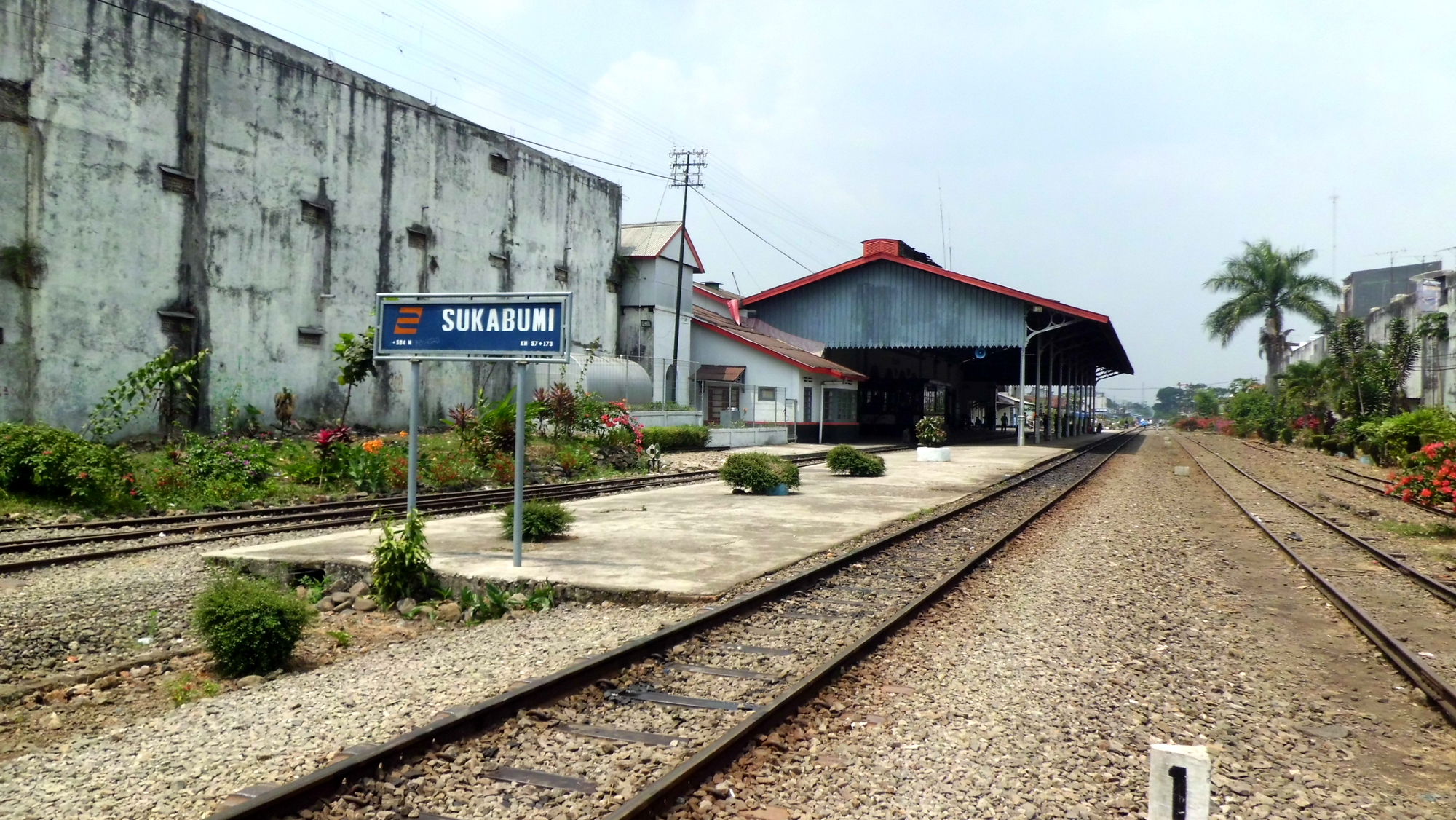
Железнодорожный вокзал Сукабуми

Сукабуми является достаточно важным инфраструктурным центром Западной Явы. Общая длина городской автодорожной сети составляет 161,5 км. Протяжённость дорог национального значения составляет 8,5 км (из них в полностью исправном состоянии находится 6,38 км, 2,12 км классифицируются как не вполне исправные), провинциального значения — 10,48 (все в полностью исправном состоянии), городского значения — 142,53 км (82,65 км полностью исправных, 35,58 км не вполне исправных, 19,83 км неисправных в значительной степени и 4,48 км считаются полностью непригодными к использованию).
Основным общественным автотранспортом города является автобус. С междугороднего автобусного терминала осуществляются регулярные рейсы по 20 маршрутам, которые обслуживаются 1531 автобусом. Пассажирооборот междугороднего терминала в 2011 году составил 171 325 человек — на 0,3 % меньше, чем в 2010 году. По внутригородским маршрутам курсируют в основном микроавтобусы — маршрутные такси. Грузовые автоперевозки осуществляются 130 предприятиями, располагающими 154 машинами (такое «предприятие», как правило, представляет собой владельца одного грузовика, имеющего лицензию на коммерческую деятельность).
В городе имеется железнодорожный вокзал, пассажирооборот которого в 2011 году составил 724 080 человек — на 22,7 % больше по сравнению с 2010 годом.
Аэропорта в городе или его окрестностях нет. Ближайшей воздушной гаванью является международный аэропорт Бандунга «Хусейн Састранегара», расположенный примерно в 90 км к востоку. На 2015 год запланировано начало строительства аэропорта «Читарете» в прибрежной части округа Сукабуми, который будет находиться немного ближе — примерно в 80 км к юго-западу.
В 2011 году в городских почтовых отделениях зарегистрировано 176 534 почтовых отправления, в том числе 31 706 писем, 81 640 телеграмм, 21 518 отправлений экспресс-почтой, 28 986 бандеролей и 720 отправлений других видов. 2 081 из них — зарубежные почтовые отправления.

## Жилищно-коммунальное хозяйство и городское благоустройство

### Жилой фонд
По состоянию на 2011 год в Сукабуми насчитывается 68 396 жилых домов. Среди них преобладают малоэтажные постройки коттеджного типа. Среднее количество жильцов на один дом — 5,2 человека. Жилые массивы расположены достаточно равномерно на территории города, за исключением его южной части, занятой в значительной степени сельскохозяйственными угодьями.
Резкий рост населения города, происходящий, прежде всего, за счёт массового притока переселенцев из других регионов, негативно сказывается на ситуации с жильём, что, в свою очередь, заставляет местные власти увеличивать объёмы жилищного строительства. В 2011 году строителями Сукабуми было сдано 417 новых жилых домов, что превосходит совокупный показатель двух предыдущих лет (207 домов в 2009 году и 195 — в 2010 году).
| Название района | Количество жилых домов | Население района | Среднее количество жильцов дома |
| --------------- | ---------------------- | ---------------- | ------------------------------- |
| Барос           | 5971                   | 36 301           | 6                               |
| Лембурситу      | 8069                   | 39 265           | 4,9                             |
| Чибеуреум       | 7704                   | 42 381           | 5,5                             |
| Читамианг       | 11 187                 | 55 973           | 5                               |
| Варудойонг      | 11 829                 | 63 554           | 5,4                             |
| Гунунг-Пуюх     | 9782                   | 50 439           | 5,2                             |
| Чиколе          | 13 854                 | 68 172           | 4,9                             |
| Всего           | 68 396                 | 356 085          | 5,2                             |

### Энерго- и водоснабжение
Обеспечение Сукабуми электроэнергией осуществляется региональной структурой индонезийской Государственной электроэнергетической компании (индон. Perusahaan Listrik Negara), обслуживающей провинции Западная Ява и Бантен (штаб-квартира находится в Богоре). Энергопоставки осуществляются с нескольких тепловых электростанций, расположенных как в самом городе, так и за его пределами. Производство и потребление электроэнергии растут достаточно высокими темпами. Совокупная мощность обслуживающих город электростанций на 2011 год составляет 563,5 МВт (почти на 70 МВт больше, чем в предыдущем году), потребление электроэнергии — 997 174 991 кВт·ч (на 85 644 173 кВт·ч больше, чем в предыдущем году). В городе, по состоянию на 2011 год, установлено 3075 уличных фонарей и прожекторов.
Водоснабжение осуществляется профильной региональной структурой, эксплуатирующей в этих целях три станции водозабора. С учётом ограниченности гидроресурсов и их значительной подверженности сезонным колебаниям, местные власти ведут курс на экономичный расход воды. В результате в 2011 году удалось добиться снижения потребления питьевой воды на 1,45 % по сравнению с предыдущим годом — 4 110 775 кубометров против 4 171 161 кубометра. При этом более 94 % потребления приходилось на бытовые нужды населения, 2,8 % — на торговый сектор, 2,2 % — на учреждения социальной сферы и менее 1 % на промышленный и прочие сектора.

### Уборка мусора
В 2011 году в городе было произведено более 41 869 тонн твёрдых бытовых отходов, что на 993 тонны больше, чем в предыдущем году. 65 % твёрдого мусора составляют органические бытовые отходы, 16,8 % — бумажные отходы и 8,2 % — пластмассовые отходы. Кроме того, было откачано 380 тонн жидких нечистот, что на 55 тонн меньше, чем в предыдущем году. Штатный состав профильной городской службы составляет около 400 человек, она располагает 2 крупными грузовиками для вывоза мусора, 4 малыми грузовиками, 150 прицепами и телегами и 24 мотоциклами и мотороллерами. Частичная переработка и временное хранение твёрдых бытовых отходов осуществляются на 5 пунктах, захоронение — на полигоне Чикундул в районе Лембурситу, имеющем площадь 10,4 гектара. При сохранении нынешних темпов роста объёма отходов возможности имеющихся полигонов, по расчётам властей, должны исчерпаться в 2022 году.

### Кладбища
В городе имеется 6 кладбищ, 4 из которых являются мусульманскими, 1 — христианским и 1 — китайским. Общая площадь кладбищ составляет 340 840 м². С учётом быстрого роста населения остро стоит вопрос о расширении кладбищенской территории.
| Название на русском языке | Название на индонезийском языке | Религиозная или этническая принадлежность | Площадь (м²) | Заполненность (%) |
| ------------------------- | ------------------------------- | ----------------------------------------- | ------------ | ----------------- |
| Чикундул                  | Cikundul                        | мусульманское                             | 230 000      | 44                |
| Керкхоф                   | Kerkhof                         | христианское                              | 53 890       | 32                |
| Таман-Рахмат              | Taman Rahmat                    | мусульманское                             | 31 350       | 64                |
| Таман-Бахагиа             | Taman Bahagia                   | мусульманское                             | 9300         | 98                |
| Бинонг                    | Binong                          | китайское                                 | 8800         | 100               |
| Чиандам                   | Ciandam                         | мусульманское                             | 7500         | 0                 |

## Образование и культура
В городе на 2011 год имеется 122 начальных школы (1—6 классы, дети от 7 до 12 лет) с 33 265 учащимися, 35 средних школ первой ступени (7—9 классы, от 13 до 15 лет) с 14 105 учащимися и 16 средних школ второй ступени (10—12 классы, от 16 до 18 лет) с 7377 учащимися, а также 23 техникума (от 16 до 18 лет) с 9859 учащимися. Кроме того, имеется 55 детских садов, в которых числится 2456 воспитанников. Высших учебных заведений в городе нет.
| Тип заведения                            | Количество учеников/воспитанников | Количество преподавателей/воспитателей | Средняя численность класса/группы |
| ---------------------------------------- | --------------------------------- | -------------------------------------- | --------------------------------- |
| Детские сады                             | 2456                              | 267                                    | 17                                |
| Начальные школы                          | 33 265                            | 1497                                   | 37                                |
| Государственные средние школы I ступени  | 11 106                            | 528                                    | 36                                |
| Частные средние школы I ступени          | 2999                              | 277                                    | 25                                |
| Государственные средние школы II ступени | 5364                              | 306                                    | 41                                |
| Частные средние школы II ступени         | 2013                              | 237                                    | 23                                |
| Государственные техникумы                | 3733                              | 281                                    | 41                                |
| Частные техникумы                        | 6126                              | 464                                    | 35                                |

В городе имеются два музея — музей истории государственного залогового кредитования (в Сукабуми в 1901 году открылся первый в Индонезии офис соответствующего учреждения) и музей, посвящённый легендарному сунданскому правителю Силиванги, оба открыты в 2010 году. Имеется государственная городская библиотека, в которой в 2011 году было зарегистрировано 134 165 посещений (на 3228 меньше, чем в предыдущем году). При этом 84 429 изданий было выдано на руки (на 1581 больше, чем в предыдущем году) и 147 851 — выдано на ознакомление в читальных залах (на 4432 меньше, чем в предыдущем году).

## Здравоохранение
Ситуация в области здравоохранения считается вполне благополучной по индонезийским меркам. Ожидаемая продолжительность жизни горожан по расчётам 2012 года составляет 69,7 лет, что на полтора года превосходит средний показатель по провинции Западная Ява. Зарегистрированный в 2011 году уровень материнской смертности — 55 случаев на 100 000 родов (общенациональный — 240 случаев), младенческой смертности — менее 0,9 промилле (общенациональный — 26,2 промилле). Столь низкий — даже по меркам наиболее развитых стран — последний показатель может, очевидно, объясняться несовершенством статистических исследований, обусловленным, в частности, значительной долей родов вне медицинских учреждений. Один врач приходится на 2132 горожанина, что примерно в полтора раза превосходит общенациональный показатель.
В городе имеется 8 больниц (1 государственная — центральная городская больница «Шамсуддин», 2 ведомственных и 5 частных), 2 роддома и 24 амбулатории. Кроме того, функционирует сеть пунктов медицинской помощи различного уровня: медицинские пункты широкого профиля (так называемые центры общественного здравоохранения, индон. Pusat Kesehatan Masyarakat), возглавляемые дипломированным врачом, персонал которых оказывает медпомощь не менее чем по 8 направлениям; вспомогательные медпункты (индон. Pusat Kesehatan Masyarakat Pembantu), возглавляемые, как правило, фельдшером или медсестрой и оказывающие помощь по меньшему количеству направлений; передвижные медпункты, оборудованные на базе автобусов или грузовых автомобилей, в которых работают также фельдшеры либо медсёстры. Большинство медпунктов широкого профиля оказывают амбулаторную помощь, некоторые оборудованы помещениями для лежачих больных. В городе зарегистрировано 167 врачей, работающих в различных медицинских учреждениях либо имеющих частную практику, 75 акушерок, 292 медсестры. Помимо системы конвенциональной медицины, в городе действуют заведения и целители-частники, предоставляющие услуги народной медицины, имеющие соответствующее разрешение от властей.
| Учреждения                            | Количество |
| ------------------------------------- | ---------- |
| Больницы                              | 8          |
| Амбулатории                           | 24         |
| Родильные дома                        | 2          |
| Приёмные врачей частной практики      | 233        |
| Приёмные акушеров частной практики    | 107        |
| Приёмные врачей традиционной медицины | 42         |
| Медпункты широкого профиля            | 12         |
| Медпункты для лежачих больных         | 3          |
| Вспомогательные медпункты             | 20         |
| Передвижные медпункты                 | 15         |
| Медицинская лаборатория               | 1          |
| Аптеки                                | 45         |
| Магазины лекарственных средств        | 14         |

## Средства массовой информации
В Сукабуми издаётся одна ежедневная газета — «Радар Сукабуми», основанная в 1996 году и распространяемая, помимо самого города, в округах Сукабуми и Чианджур. Выпускается также несколько изданий с большей периодичностью. Большинство из них, как и «Радар Сукабуми», имеют также электронные версии. В городе распространяются основные центральные и провинциальные печатные СМИ.
Зарегистрировано более 20 местных радиостанций, из которых 4 вещают в диапазоне AM, остальные — в диапазоне FM. Осуществляется передача основных национальных и региональных теле- и радио-каналов.

## Спорт
В Сукабуми имеется стадион «Сурьякенчана» (индон. Suryakencana), многофункциональный спортивный комплекс «Мердека» (индон. Merdeka), несколько спортплощадок и спортзалов, а также 6 плавательных бассейнов.
По состоянию на март 2013 года в городском отделении Индонезийского национального комитета по спорту для участия в местных и региональных соревнованиях различного уровня зарегистрированы команды, представляющие 32 спортивные дисциплины. По итогам XI Западнояванской провинциальной олимпиады, состоявшейся 4—13 июля 2010 года, команда Сукабуми заняла в общем зачёте 18-е место среди 26 участвовавших в состязаниях команд округов и городов провинции, завоевав 6 золотых, 5 серебряных и 12 бронзовых медалей. В контексте подготовки к следующей, XII провинциальной олимпиаде, намеченной на лето 2014 года, перед местными спортсменами поставлена задача войти в «десятку» призёров.